# Lint van de Drie Orden

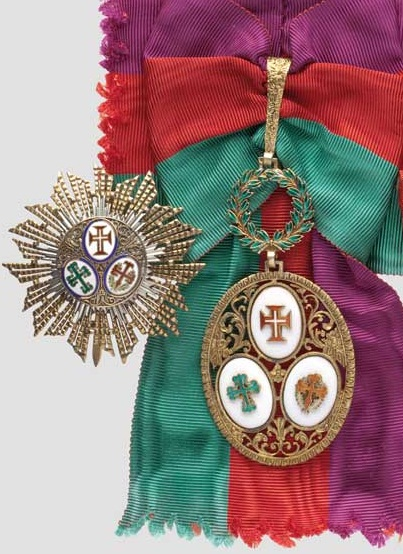
Lint van de Drie Orden

Het Lint van de Drie Orden (Portugees: "Banda de las Três Ordens") is een bijzondere Portugese onderscheiding.
De Portugese koningen zijn een driekleurig lint in de kleuren groen, rood en paars gaan dragen als zichtbare uitdrukking van hun grootmeesterschap van de drie voornaamste Portugese ridderorden, de Orde van Christus, de Orde van Aviz en de Orde van Sint Jacob van het Zwaard.
De koningen droegen aan het lint dat over de rechterschouder werd gedragen een opengewerkt gouden medaillon met de drie kruisen van de ridderorden. Als verhoging werd een beugelkroon aangebracht. Men verleende het ereteken ook aan bevriende staatshoofden. Op de linkerborst werd een gouden ster met daarop het medaillon met de drie orden gedragen.
De presidenten van de Portugese republiek zijn dit ereteken ook gaan dragen. Zij vervingen de kroon door een lauwerkrans en hebben de in de 19e eeuw toegevoegde decoratie van het Heilig hart van Christus verwijderd.
Ook deze ster en dit medaillon aan het driekleurige lint worden aan bevriende staatshoofden uitgereikt.